# Livingston (Tennessee)
Pour les articles homonymes, voir Livingston.
La ville américaine de Livingston est le siège du comté d'Overton, dans l’État du Tennessee. Lors du recensement de 2010, sa population s’élevait à 4 058 habitants.

## Source
- (en) Cet article est partiellement ou en totalité issu de l’article de Wikipédia en anglais intitulé « Livingston, Tennessee » (voir la liste des auteurs).